# Niazi Demi
Niazi Demi (ur. 1919 w Filiatesie, zm. 1977) – albański polityk, żołnierz Armii Narodowo-Wyzwoleńczej, minister handlu Albanii.

## Życiorys
Podczas II wojny światowej walczył w 7. Brygadzie Szturmowej Armii Narodowo-Wyzwoleńczej.
Po zakończeniu wojny pracował jako doradca ambasadora Albańskiej Republiki Ludowej w ZSRR, następnie pełnił funkcję ministra handlu Albanii .